# Santuario della Beata Vergine delle Cendrole
Il santuario della Beata Vergine delle Cendrole è un luogo di culto cattolico situato alle Cendrole, località rurale a nordovest di Riese Pio X, in provincia e diocesi di Treviso; fa parte del vicariato di Castello di Godego.

## Storia
Si tratta della chiesa più antica della zona, precedente alla stessa parrocchiale di Riese. Qualcuno l'ha fatta risalire all'epoca paleocristiana, ritenendola addirittura derivata da un luogo di culto pagano dedicato a Diana o Giunone.
Secondo la leggenda, invece, fu costruita dopo un evento miracoloso: una pastorella, ritrovatasi in un bosco in fiamme e circondata dai lupi, fu salvata dalla Vergine che espresse la volontà di realizzare un edificio sacro tracciandone la pianta sulle ceneri dell'incendio.
Antica pieve con giurisdizione sulle cappelle circostanti, nel corso del medioevo l'abitato delle Cendrole e la sua chiesa persero d'importanza a favore di Riese. Nel 1280, il trasferimento del fonte battesimale nell'attuale parrocchiale di San Matteo fece definitivamente perdere al santuario il ruolo di chiesa matrice.
L'attuale edificio è il risultato della riedificazione in stile neoclassico progettata dall'architetto Ottavio Scotti nel Settecento.
Il santuario era uno dei luoghi abitualmente frequentati dal giovane Giuseppe Sarto, futuro Papa Pio X, che da ragazzo raggiungeva abitualmente attraverso l'ancora oggi esistente Sentiero Curiotto. In vista del centenario della morte del santo pontefice, la chiesa è stata radicalmente restaurata. 
Il 15 giugno 1985, in occasione del centocinquantesimo anniversario della nascita di Papa Sarto, Papa Giovanni Paolo II si recò e visitò il santuario per ricordare ed omaggiare il suo predecessore. In seguito, i lavori di restauro continuarono e sono stati ufficialmente conclusi con la messa celebrata dal vescovo di Treviso Gianfranco Agostino Gardin il 7 aprile 2013. Rimangono da finire gli interventi sul campanile che aveva mostrato gravi cedimenti strutturali con la caduta di alcuni pezzi di cornicione.
Il santuario è stato meta di oltre cinquantamila pellegrini in occasione della Peregrinatio Corporis di Pio X, avvenuta ad ottobre del 2023. Nell'occasione l'urna funeraria del pontefice è stata trasportata da Roma e collocata, nell'ambito di un più ampio pellegrinaggio, nel Santuario per una settimana, durante la quale si sono succeduti eventi religiosi e di fede. Per festeggiare l'evento, la Fondazione Giuseppe Sarto e il Comune di Riese Pio X hanno finanziato il rifacimento del Curiotto. 

## Descrizione
Negli interni si trovano dipinti di varia datazione, dal XVI al XX secolo. Fra tutti, si ricorda una Sant'Eurosia di Noè Bordignon.
Sempre all'interno è stato allestito un piccolo museo che espone numerosi oggetti devozionali.
Fra la chiesa e il campanile sono stati collocati i resti, alquanto deteriorati, di un'epigrafe romana, murata nell'edificio precedente come materiale di recupero. La lapide riporta l'iscrizione L.VILONIU HH VIR PRAEF T. F. ed è traducibile come "Lucio Vilonio/quadrumviro prefetto/ordinò che fosse fatto per testamento"; si riferisce quindi a un'opera (impossibile determinare di che tipo) realizzata per volere di un governatore, forse, del municipium di Asolo.
Organo posto in cantoria sopra l'ingresso principale, senza cassa, a trasmissione meccanica. Composto di un unico manuale di 56 tasti e pedale di 27, fu costruito da Domenico Malvestio nel 1910. Parte del materiale risale al precedente organo di Gaetano Callido del 1770.